# Rheinromantik

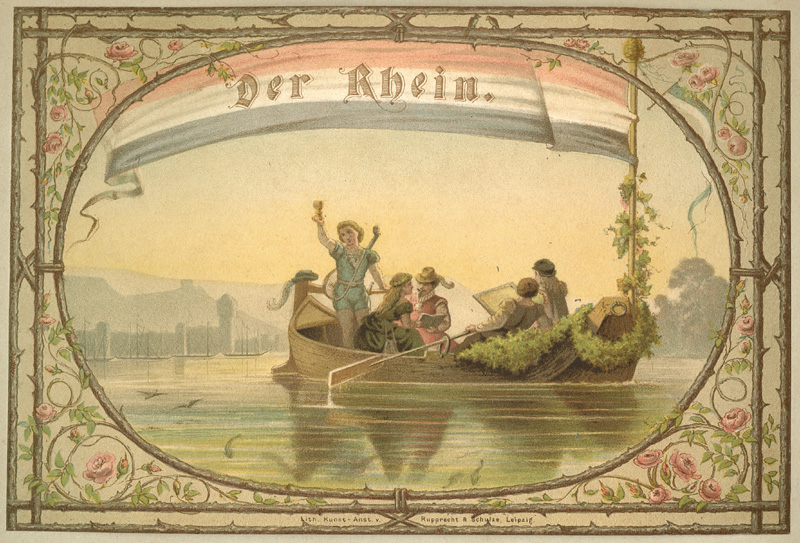
Der Rhein, Allegorie der Rheinromantik, Lithografie von Karl Christian Köhler, um 1870

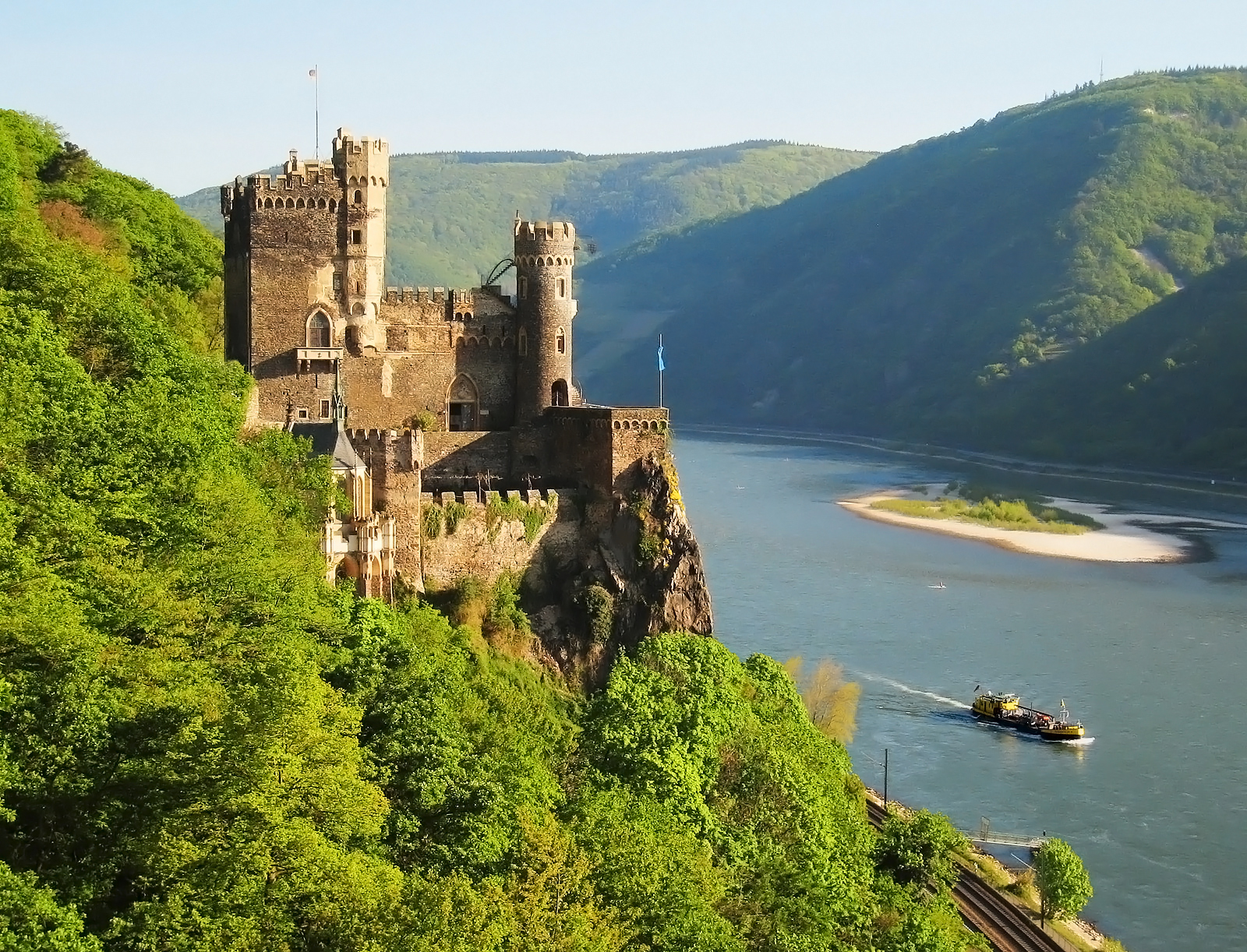
Burg Rheinstein bei Trechtingshausen war die erste Burg, die im 19. Jahrhundert wieder aufgebaut wurde

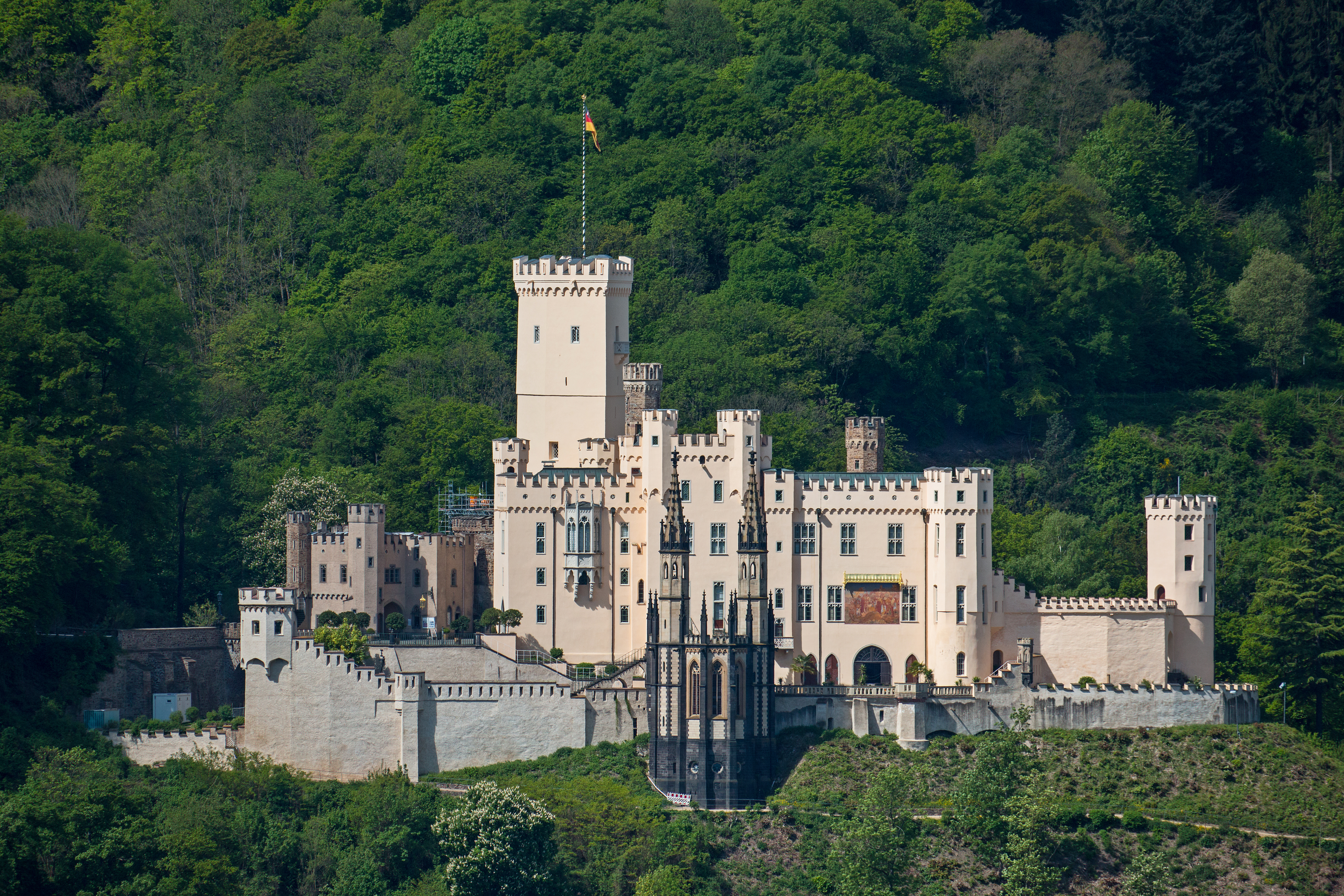
Schloss Stolzenfels, das herausragendste Werk der Rheinromantik

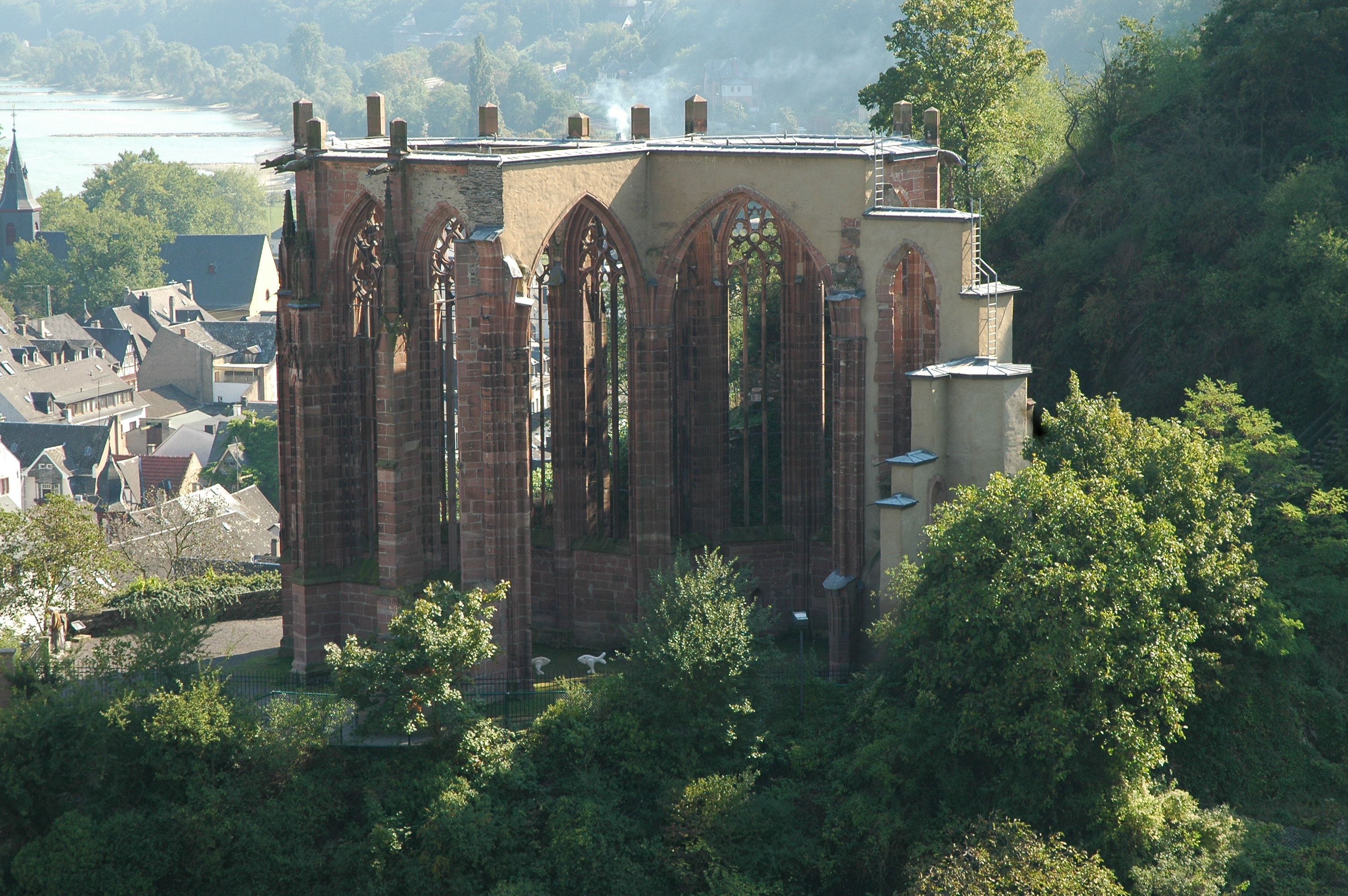
Wernerkapelle zu Bacharach

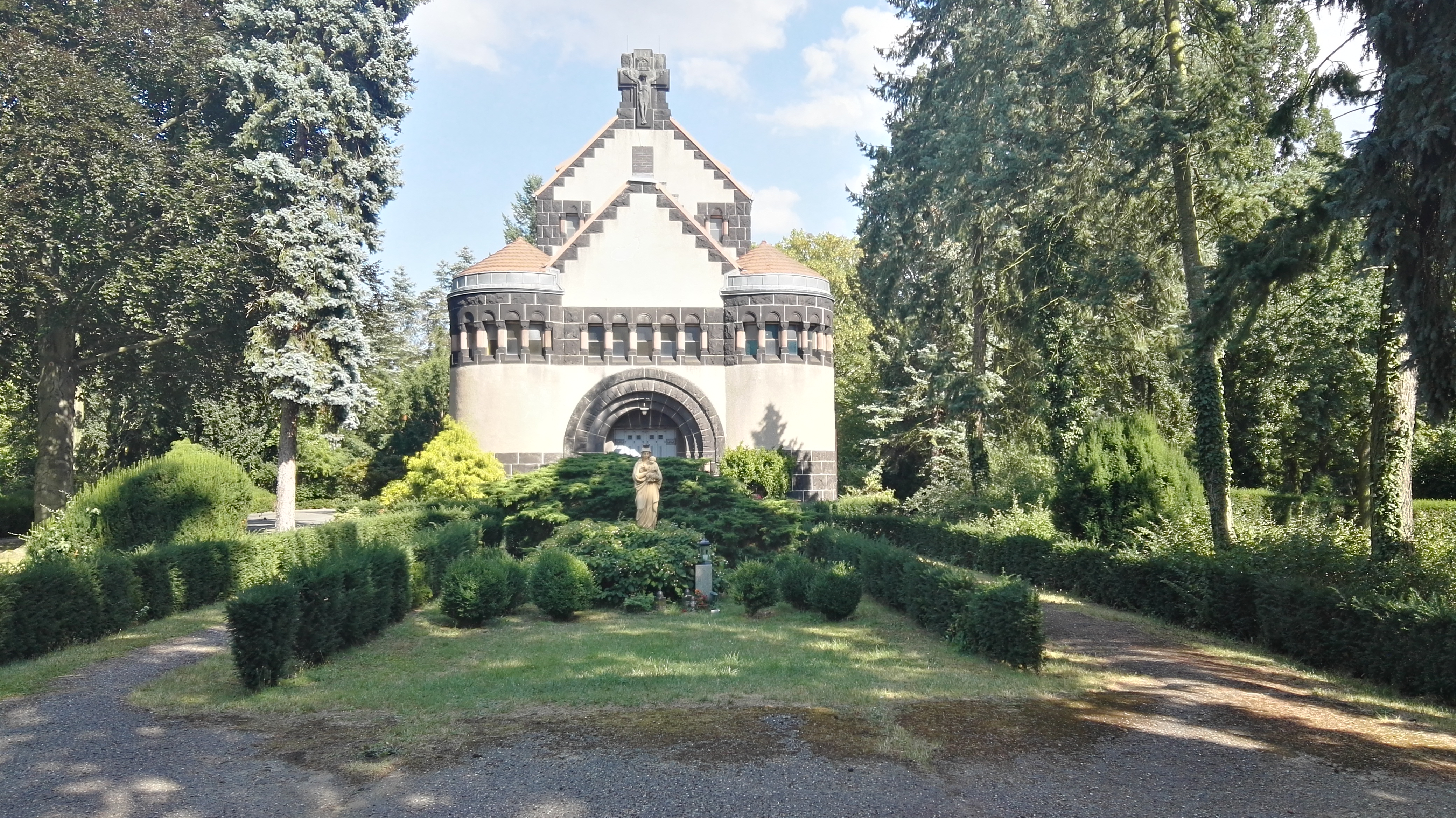
Allerheiligen-Kapelle von Carl Moritz in Berlin – Beispiel für rheinromantische Anklänge in der Sepulkralarchitektur

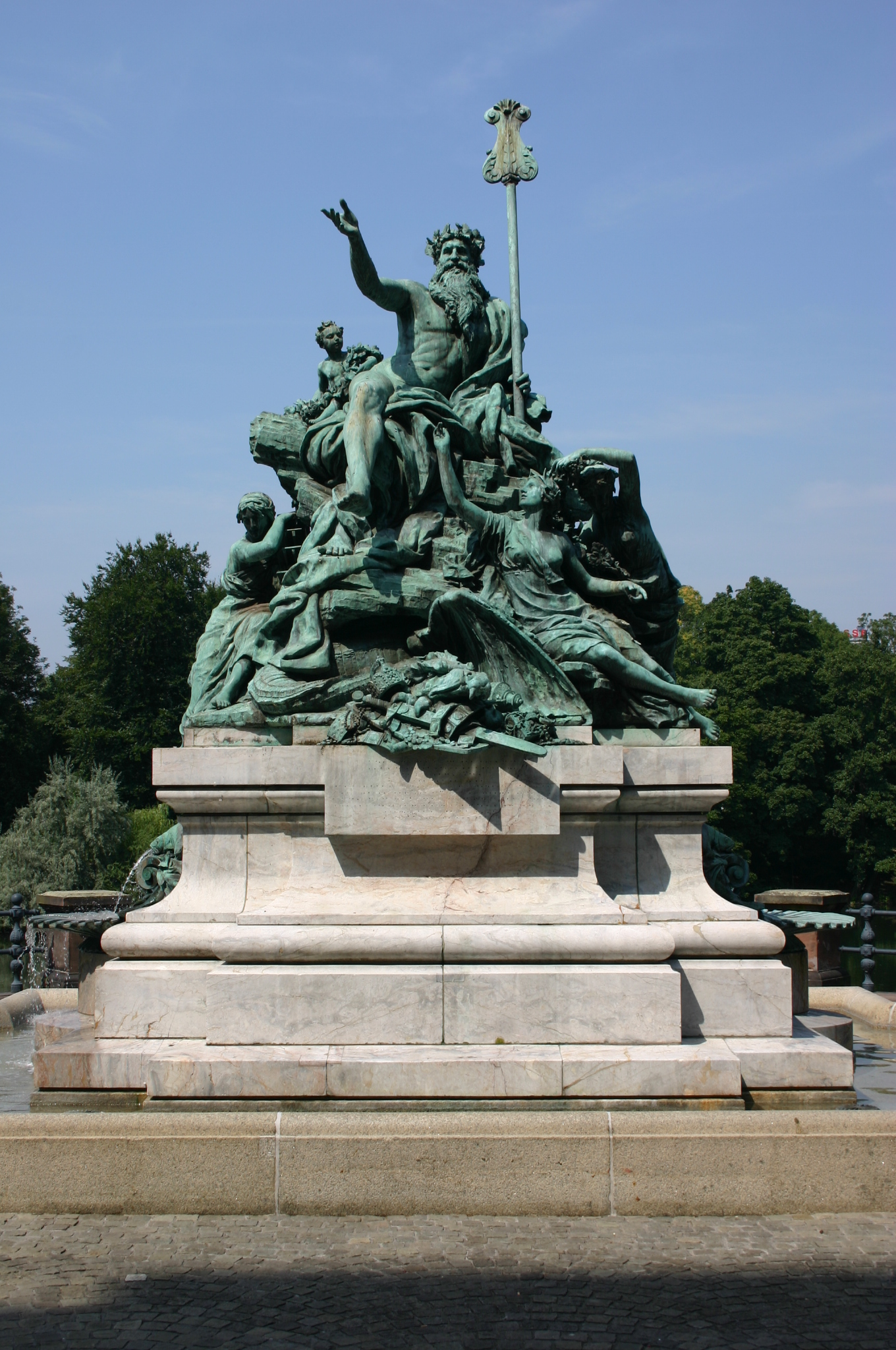
Vater Rhein und seine Töchter; Brunnenplastik vor dem Ständehaus der Rheinprovinz; Entwurf, Guss und Bau: Karl Janssen und Josef Tüshaus, 1884/1887

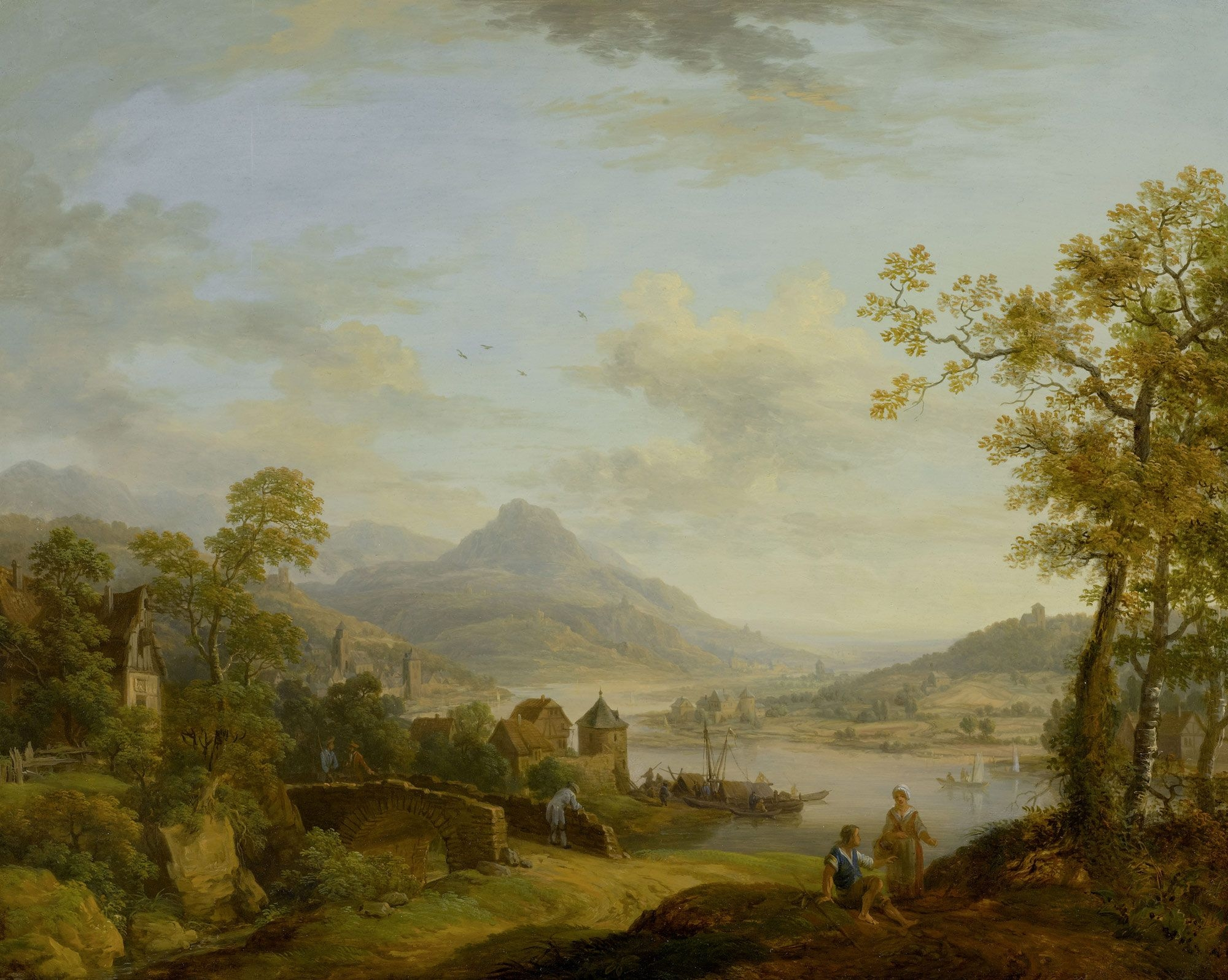
Bauern neben einem Weg in einer weiten rheinischen Landschaft, Landschaftsbild von Christian Georg Schütz d. Ä., zweite Hälfte des 18. Jahrhunderts

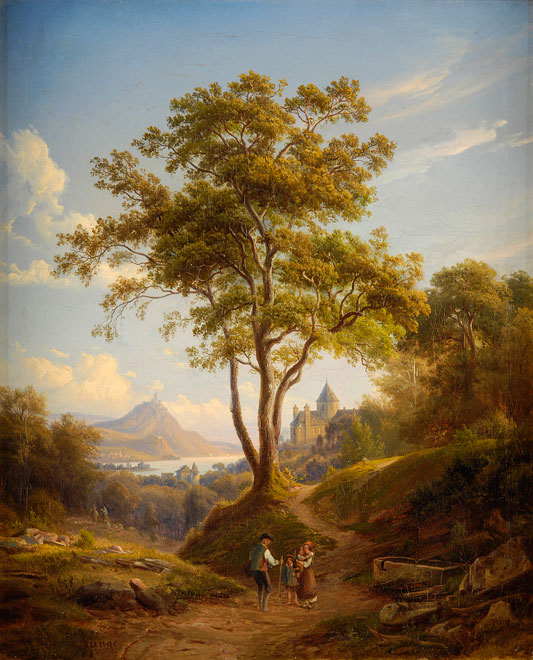
Am Rhein bei Nonnenwerth, Landschaftsbild von Julius Lange, 1850

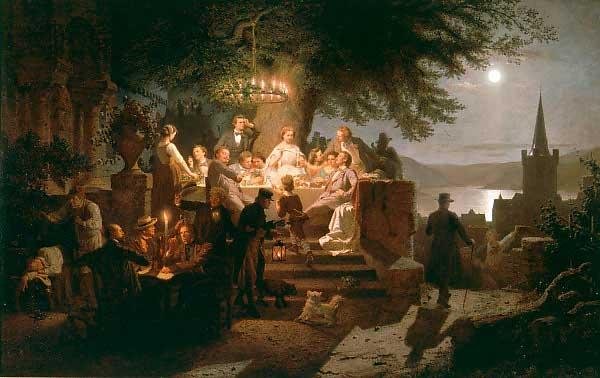
Sommernacht am Rhein, Genrebild von Christian Eduard Boettcher, 1862

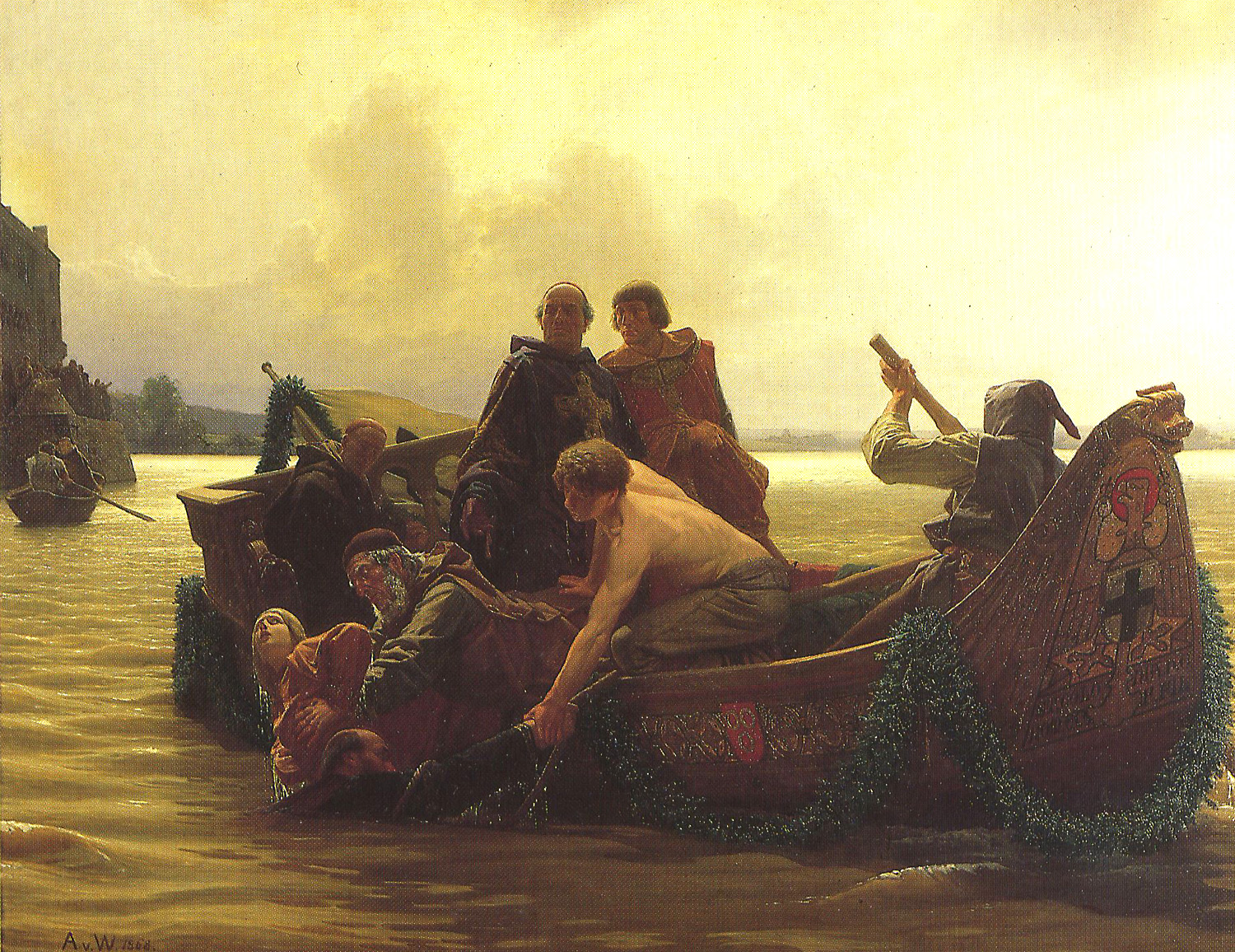
Die Entführung Heinrichs IV. durch Erzbischof Anno von Köln in Kaiserswerth, Historienbild von Anton von Werner, 1868

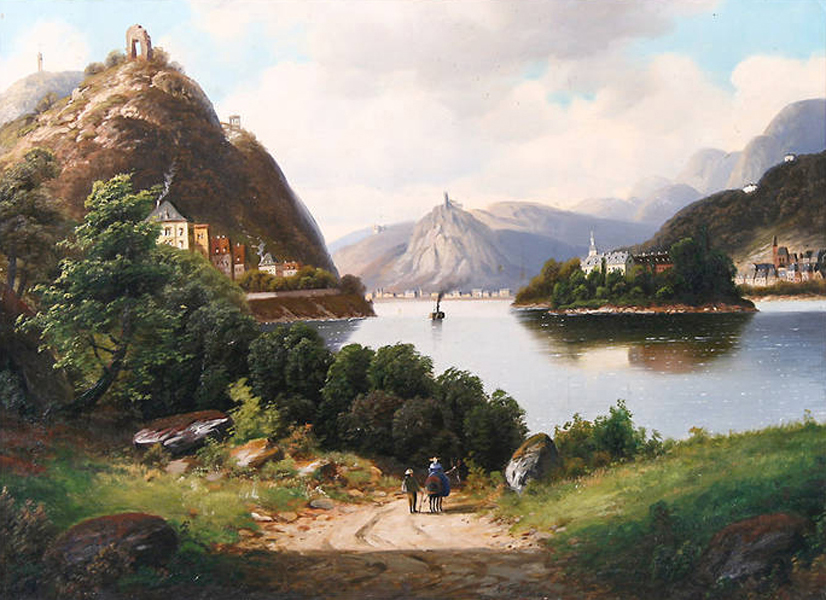
Nonnenwerth, Rolandseck und Drachenfels, Gemälde von Arnold Forstmann, um 1870

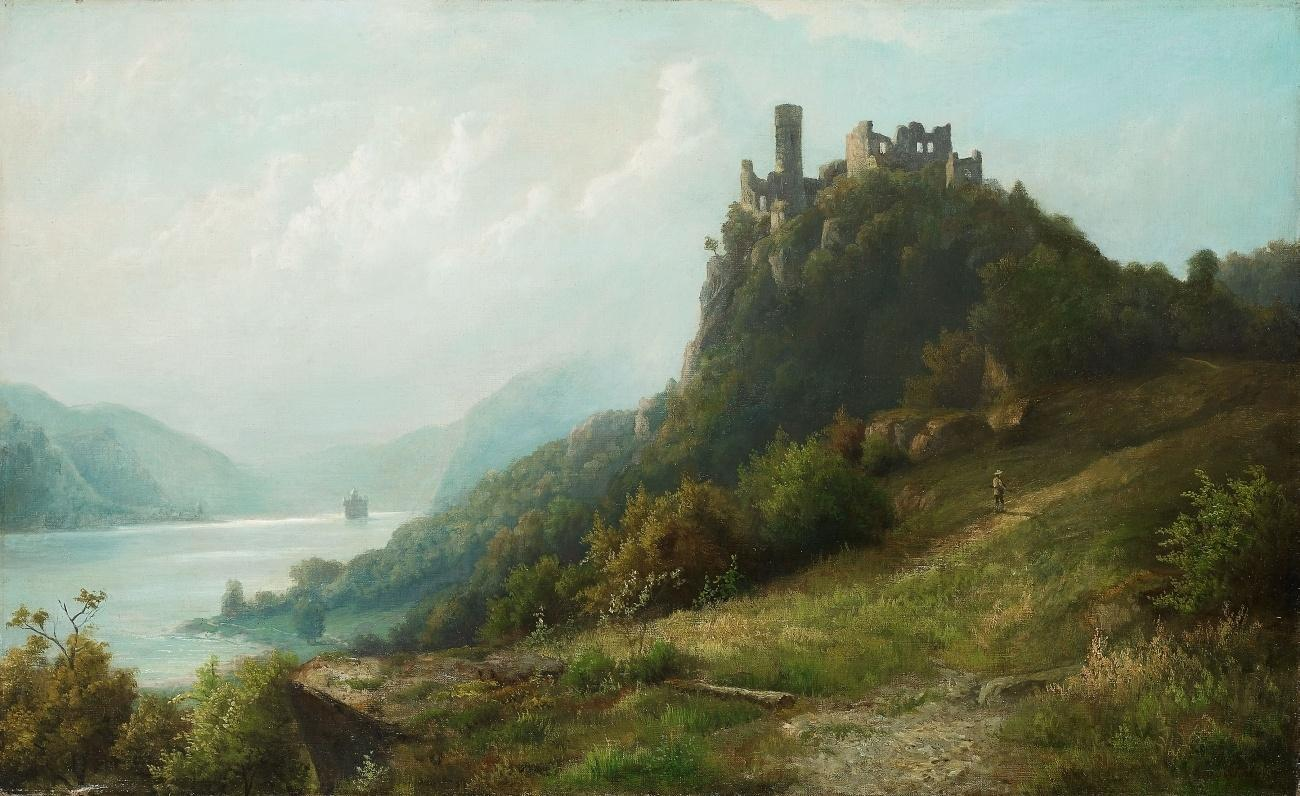
Die Schönburg bei Oberwesel und Pfalzgrafenstein, Landschaftsbild von Karl Buchholz, 1873

Eines der ersten Bücher zur Rheinromantik

Die Rheinromantik ist eine um die Wende vom 18. zum 19. Jahrhundert entstandene, schwärmerisch-romantische Sichtweise von Landschaft und Kultur am Rhein, besonders des Mittelrheintals zwischen Mainz und Köln, die um 1900 ihren Höhepunkt erreichte und im Rheintourismus bis heute eine Rolle spielt. 
Die spezielle rheinische Form der Romantik fand in allen Kunstgattungen ihren Ausdruck: von Literatur und Musik, insbesondere der Lied-Dichtung bis zu Malerei und Architektur. Sie thematisiert einerseits die zu Anfang des 19. Jahrhunderts noch als wild und schroff empfundene Natur des engen Flusstals, andererseits die heiter erscheinenden Weinberge und das reiche kulturhistorische Erbe der Region, mit seinen Sagen und seinen zahlreichen mittelalterlichen Städten und Burgen. Der durch Rationalismus und die Industrialisierung geprägten Moderne setzte sie eine weitgehend verklärte, vermeintlich heile Vergangenheit entgegen und trug seit der Besetzung des linken Rheinufers durch das nachrevolutionäre Frankreich zur Herausbildung sowohl einer rheinischen Identität und des Bewusstseins einer rheinischen Landschaft (Rheinland, Rheinlande) als auch eines gesamtdeutschen Nationalbewusstseins bei. Preußen positionierte sich in diesem Zusammenhang als „Wacht am Rhein“.

## Schlegels Reisenotizen als wesentlicher Beitrag
Als Reaktion auf die beginnende Industrialisierung mit ihren negativ empfundenen Begleiterscheinungen wandten sich anfänglich vor allem Literaten und Künstler der Natur und der Vergangenheit zu. Friedrich Schlegel beschreibt den Eindruck von seiner Rheinfahrt im Jahr 1806: „Für mich sind nur die Gegenden schön, welche man gewöhnlich rau und wild nennt; denn nur diese sind erhaben, nur erhabene Gegenden können schön sein, nur diese erregen den Gedanken der Natur. […] Nichts aber vermag den Eindruck so zu verschönern und zu verstärken als die Spuren menschlicher Kühnheit an den Ruinen der Natur, kühne Burgen auf wilden Felsen – Denkmale der menschlichen Heldenzeit, sich anschließend an jene höheren aus den Heldenzeiten der Natur.“

## Weitere Autoren
Als Vorläufer der Rheinromantik können die ab den 1770er und 80er Jahren verfassten Schriften von Johann Wolfgang von Goethe, Friedrich Hölderlin und Heinrich von Kleist am Rhein gelten. In dem Gedicht Der Rhein zeichnete Hölderlin den Strom vor dem Hintergrund seines Pantheismus und seiner Geschichtsphilosophie als ein Bild gelingenden Lebens und dessen Bedingungen. Lord Byron machte die Rheinlandschaft mit seiner Verserzählung Childe Harold’s Pilgrimage von 1818 in England populär. Die deutsche Dichterin Adelheid von Stolterfoth schuf zahlreiche Rheindichtungen, die auf Sagen und Legenden des Rheinlandes gründeten, welche sie gesammelt und herausgegeben hatte. Viele dieser Dichtungen rankten sich um Ruinen und Burgen am Rhein. In der bildenden Kunst sorgte William Turner durch seine auf mehreren Reisen entstandenen Bilder vor allem bei Engländern für Aufmerksamkeit. Nicht nur Turner und der römische Vedutenmaler Salomon Corrodi, sondern auch viele Maler der Düsseldorfer Schule wandten sich den romantischen Motiven des Rheins zu. Die populärsten romantischen Rheinansichten, die in Reproduktionen unterschiedlichen Formats, darunter auch als Postkarten verbreitet waren, stammen von Nikolai von Astudin. Germaine de Staël war eine der ersten Schriftstellerinnen, die ihre Reiseberichte am Rhein in Frankreich veröffentlichte. Gérard de Nerval schrieb 1852 seinen stimmungsvollen Reisebericht Loreley. Mit dem Titel knüpfte er an den romantischen Loreley-Mythos, der zuvor durch die Ballade Lore Lay von Clemens Brentano (1800) und das Gedicht Die Lore-Ley von Heinrich Heine (1824) bekannt geworden war, an.
1840 veröffentlichte Victor Hugo seine Rheinreise.
Zwischen 1840 und 1843 schuf der Komponist Franz Liszt eine Reihe von Werken mit rheinromantischen Bezügen, etwa Die Zelle in Nonnenwerth, Im Rhein oder Die Loreley. Etwa gleichzeitig komponierte Robert Schumann im Rahmen des Zyklus Dichterliebe das Kunstlied Im Rhein, im heiligen Strome. Auch seine 3. Sinfonie, die Rheinische, reflektiert die romantischen Stimmungen am Rhein. Schumanns Frau Clara widmete, wie Friedrich Silcher und Liszt, ein Stück dem Loreley-Motiv. Das von Carl Wilhelm vertonte Lied Die Wacht am Rhein trägt gar nationalromantische Züge, indem es mit markigen Worten den Rhein als „heil’ge Landesmark“ Deutschlands gegen Ambitionen Frankreichs in Schutz nahm und – wie Nikolaus Becker, der Dichter des populären Rheinliedes – den politischen Mythos „deutscher Rhein“ bemühte (siehe auch Rheinkrise). Richard Wagner schuf der Rheinromantik in Form der am Rhein verorteten Sage des Nibelungenlieds mit seinem zwischen 1848 und 1874 komponierten Opernzyklus Der Ring des Nibelungen schließlich ein weltweit bekanntes musikalisches Denkmal. Ein spätes Werk der Rheinromantik lieferte Carl Zuckmayer 1925 mit dem Theaterstück Der fröhliche Weinberg. In einer Mischung mit derb-realistischen und gesellschaftskritischen Passagen ließ er den bekannten Topos Wein, Weib und Gesang in Szenen rheinisch-volkstümlicher Lebensfreude anklingen.

## Vom Zwischenstopp zur touristischen Adresse
Das Mittelrheintal wurde Ende des 18. Jahrhunderts von Reisenden wie dem Italiener Aurelio de’ Giorgi Bertola (erste Reisebeschreibung im romantischen Stil) 1795 und dem Engländer John Gardnor (Radierungen) jeweils im Jahr 1787 bereist. Alexander von Humboldt studierte die Landschaften, Ufer und geologischen Formationen auf zwei Reisen 1789 und 1790, letztere gemeinsam mit Georg Forster. 1802 bereisten Clemens Brentano und Achim von Arnim das Tal, das sich von der Durchreiseregion auf der klassischen Bildungsreise nach Italien zur touristischen Adresse ersten Ranges entwickelte. 1845 besuchte Victoria, die Königin von Großbritannien und Irland, das Rheintal.
Nach der Schweiz mit ihren rauen Alpentälern wurde das felsige Obere Mittelrheintal mit seinen vielen Burgruinen zum touristischen „Muss“. Viele Fürsten und reiche Privatleute begannen im Zuge einer Burgenrenaissance mit dem Wiederaufbau der Burgen, allen voran das preußische Königshaus, das 1815 durch den Wiener Kongress die Rheinlande erworben hatte und zum Ausdruck der neuen Landesherrschaft dort gleich an mehreren Orten tätig war. Als herausragendstes Bauwerk der Rheinromantik gilt das von König Friedrich Wilhelm IV. als Sommerresidenz errichtete Schloss Stolzenfels bei Koblenz. Parallel ließ sein Cousin Friedrich Prinz von Preußen, der als Repräsentant der Hohenzollernmonarchie in der Rheinprovinz eingesetzt war, die Ruine Vaitzburg bei Trechtingshausen zur Burg Rheinstein rheinromantisch überformen. Sogar bei absoluten Profanbauten wie Tunnelzugängen wurde im Zuge der Romantik neugotisch oder neuromanisch gebaut. Eine literarische Quelle der romantischen Begeisterung der preußischen Königsfamilie für die Burgen am Rhein bildete der 1813 erschienene Ritterroman Der Zauberring von Friedrich de la Motte Fouqué.

## Druckgrafik und Malerei
Das populäre Bild vom romantischen Rhein wurde in der ersten Hälfte des 19. Jahrhunderts primär von der Druckgrafik geprägt. Doch auch die akademische Malerei widmete sich diesem Sujet. Aquatinten, Lithografien und Stiche illustrierten die Reisebeschreibungen oder wurden als Ansichtenfolgen herausgegeben. Zwischen 1820 und 1830 kamen mindestens zwölf Veröffentlichungen mit eigenständigen neuen Ansichten heraus. 1824 erschienen die Illustrations of the Rhine in London mit höchst qualitätvollen Lithografien von Samuel Prout. Die Engländer waren auch führend auf dem Gebiet des 1826 in London patentierten Stahlstichverfahrens, das die Kupferstichtechnik ablöste und präzise Darstellungen und hohe Auflagen ermöglichte. Die besten Vorlagen lieferte zu der Zeit William Tombleson, und 50 Stecher setzten sie in den 1832 erstmals erschienenen Views of the Rhine in 68 Mittelrhein-Darstellungen um.
Ein Jahr darauf erschienen die Traveling Sketches von Clarkson Stanfield. Der Stahlstich mit dem Blick auf Bingen und das Rhein-Nahe-Eck von der anderen Seite des Rheins stammt aus dieser Publikation. Gekonnt verstärkt der englische Künstler mit Hilfe der im Gegenlicht erscheinenden Basilika sowie der spiegelnden Wasseroberfläche die Wirkung der Stadtansicht. Die geografische Wirklichkeit wurde dabei jedoch weitgehend auf dem Altar der Rheinromantik geopfert. Der Betrachter blickt nämlich genau nach Süden, und die tiefstehende Sonne bzw. einen Sonnenuntergang wird man in dieser Richtung wohl kaum erwarten dürfen. Trotzdem zählt diese reizvolle Ansicht zu den bekanntesten und meistkopierten Binger Veduten des gesamten 19. Jahrhunderts.
Zu den künstlerisch und technisch besonders anspruchsvollen Publikationen dieser Zeit gehört die von dem Schweizer Verleger und Maler Johann Ludwig Bleuler um 1827 herausgegebene druckgrafische, den gesamten Rheinlauf wiedergebende Vedutenfolge. Bleulers Hauptwerk, Voyage pittoresque aux bords du Rhin et de la Suisse, erschien um 1845. Im Jahr der Krönung der Queen Victoria, 1838, erschien in London Samuel Prouts Prachtausgabe Facsimiles of Sketches Made in Flanders and Germany and drawn on stone by Samuel Prout mit einer Widmung an die junge Queen. Die Lithografien waren von hoher Qualität und fanden daher im Kunsthandel große Verbreitung. Beachtenswert sind ebenfalls die Publikationen von Karl Baedeker mit Rheinansichten von Rudolf Bodmer und Christian Meichelt, die am Anfang der Publikation der später weltberühmten Baedeker-Reiseführer standen.
1885 erschienen mit Bernhard Mannfelds Serie Vom Rhein noch einmal 15 druckgraphische Blätter mit Rheinansichten, bevor die Druckgraphik in ihrer Funktion als Massenmedium mehr und mehr von der Fotografie und den neu entwickelten fotografischen Reproduktionsverfahren abgelöst wurde.
Seit 2002 ist das Obere Mittelrheintal zum UNESCO-Welterbe ernannt worden.

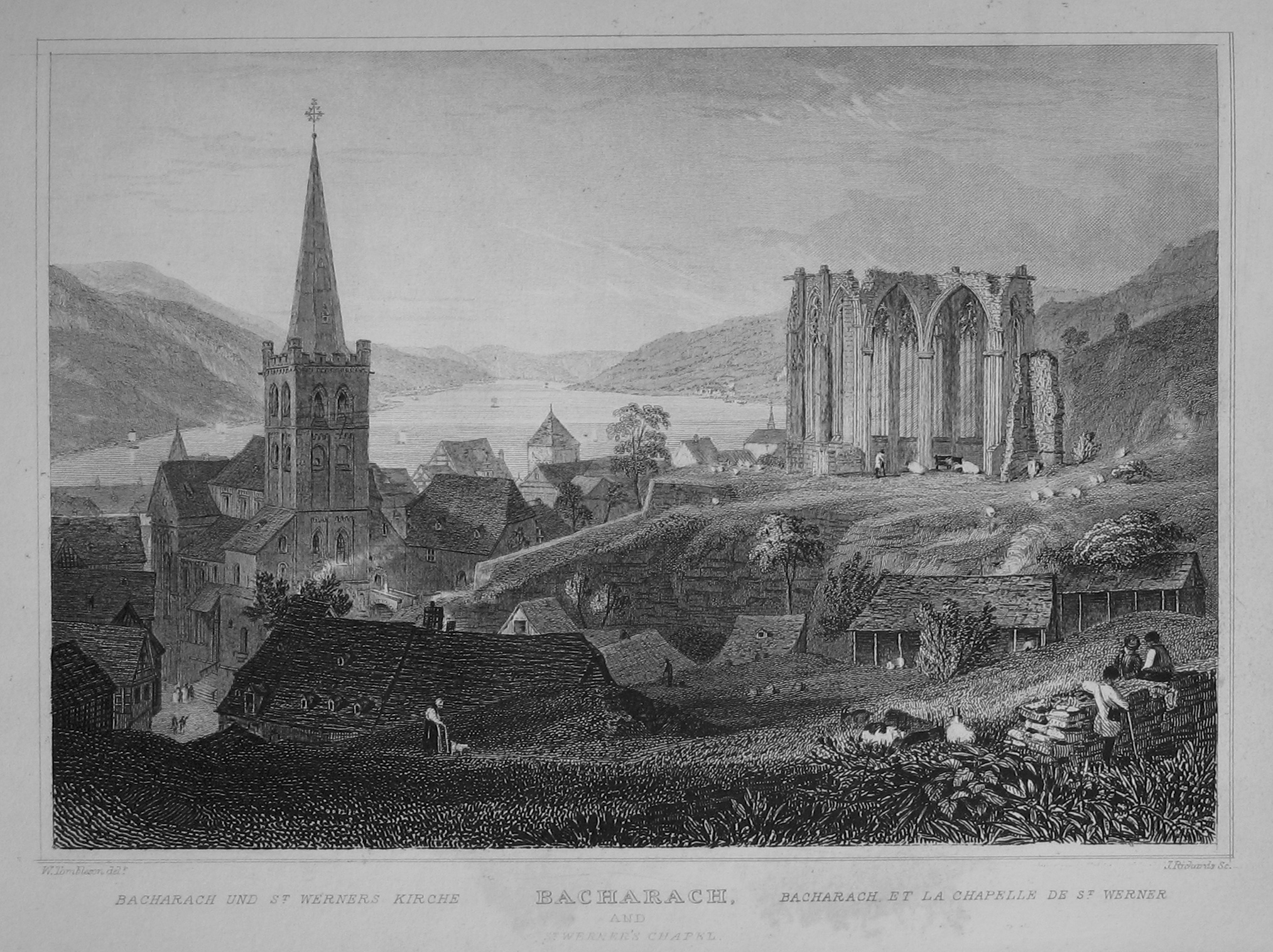
Views of the Rhine von William Tombleson (etwa 1840), Ruine der Wernerkapelle zu Bacharach
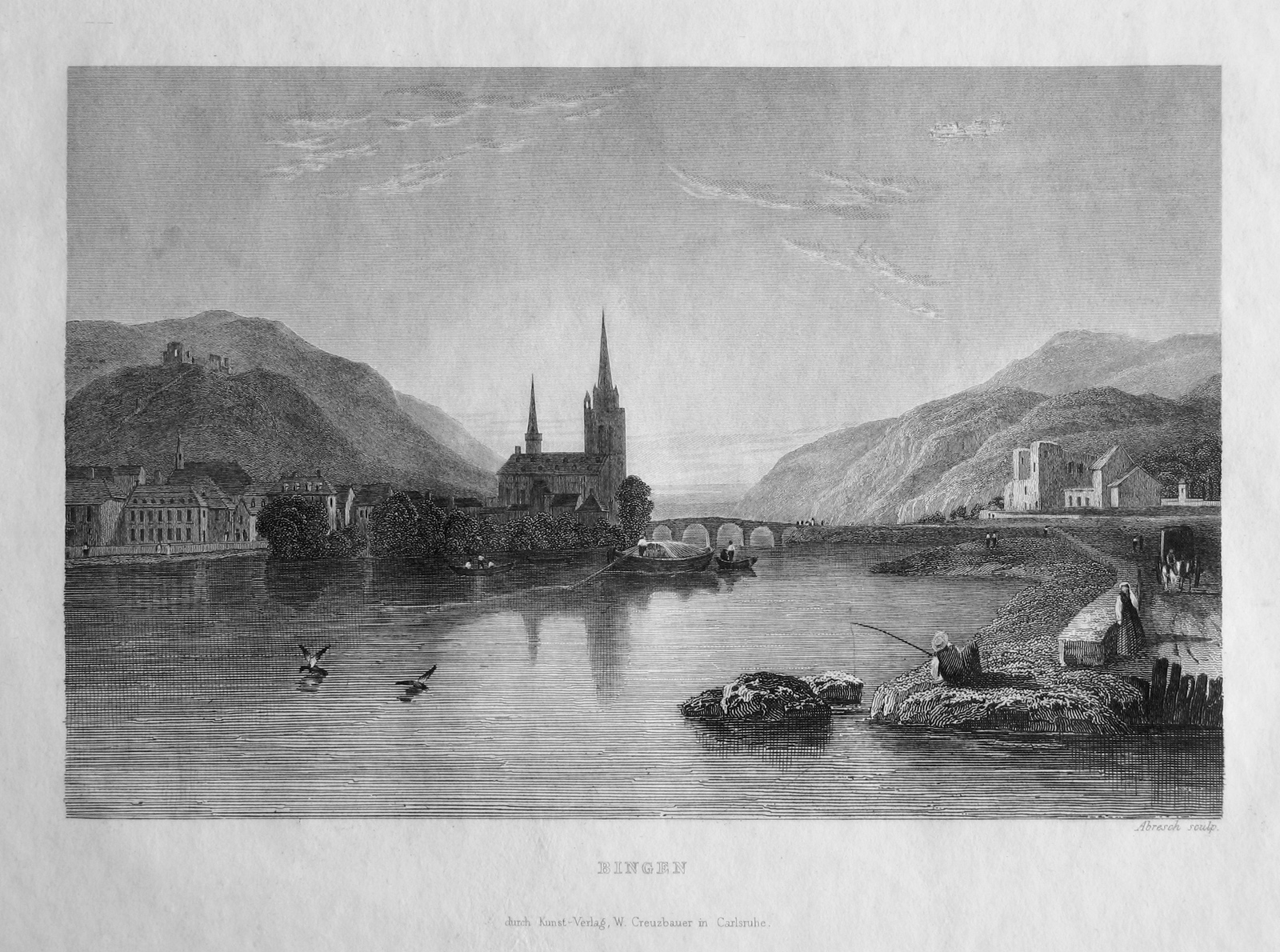
Bingen, Stich von Abresch nach Clarkson Stanfield
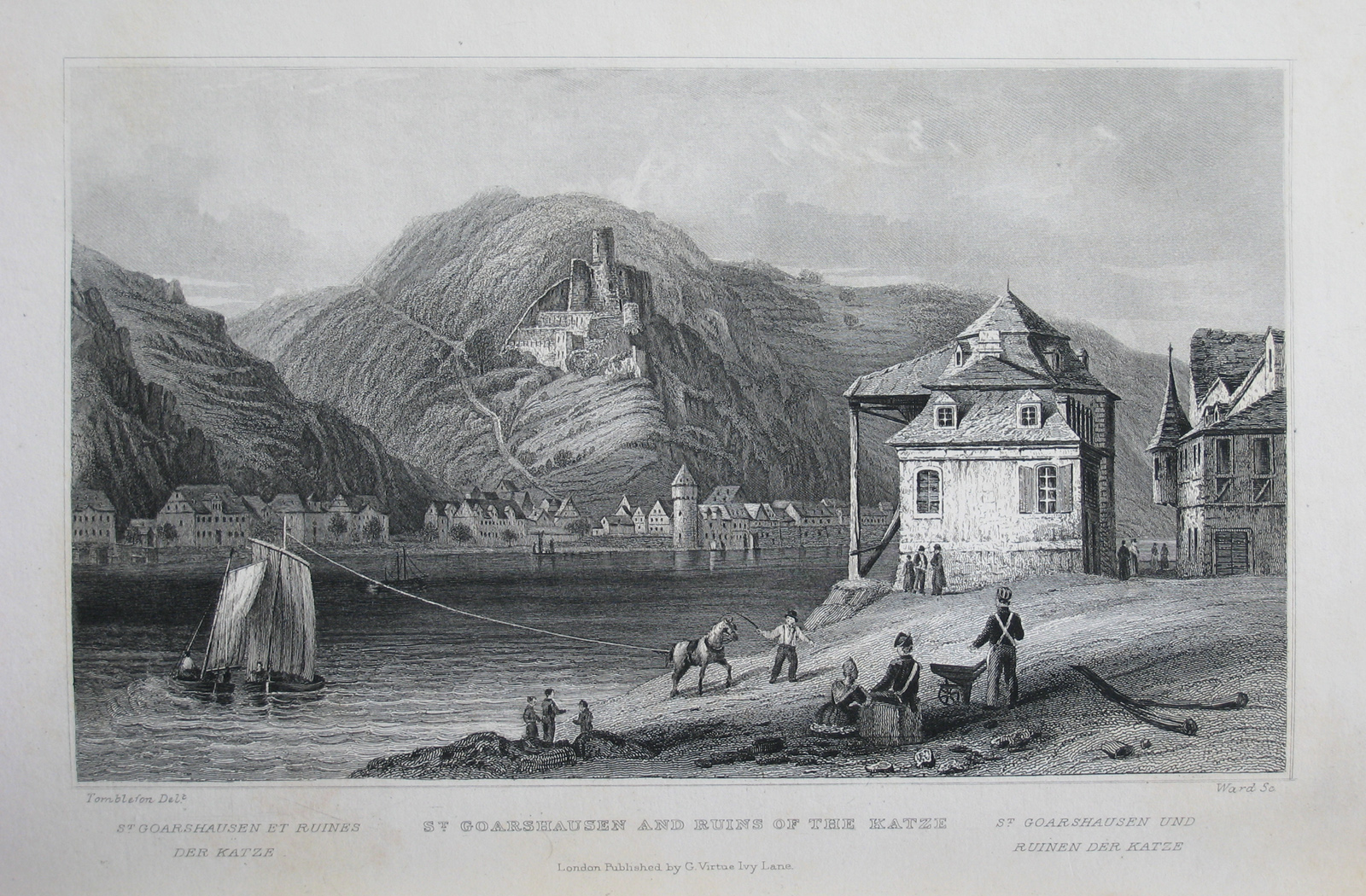
St. Goarshausen mit Burg Katz, Stich von Ward nach Tombleson
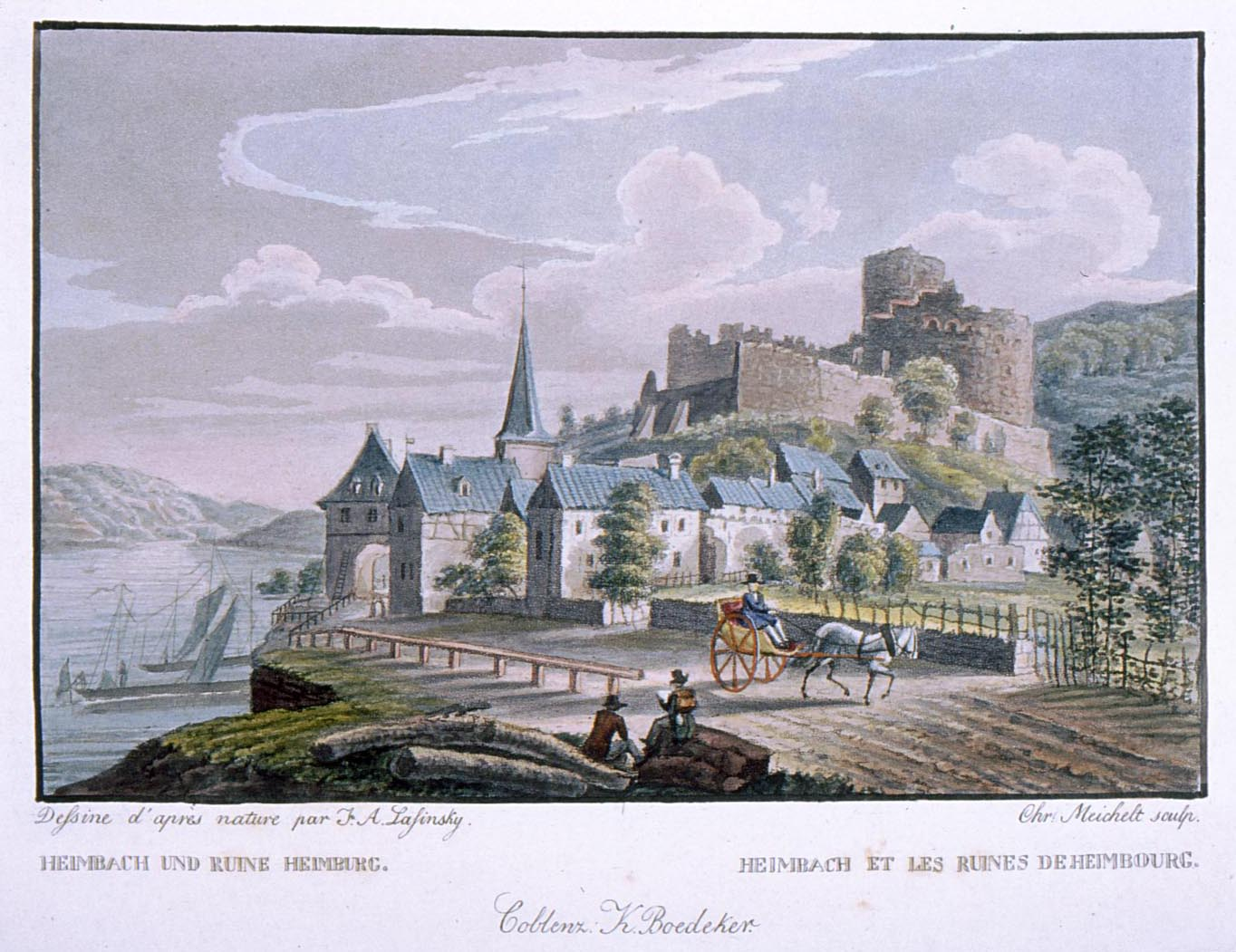
Ruine Heimburg bei Niederheimbach,
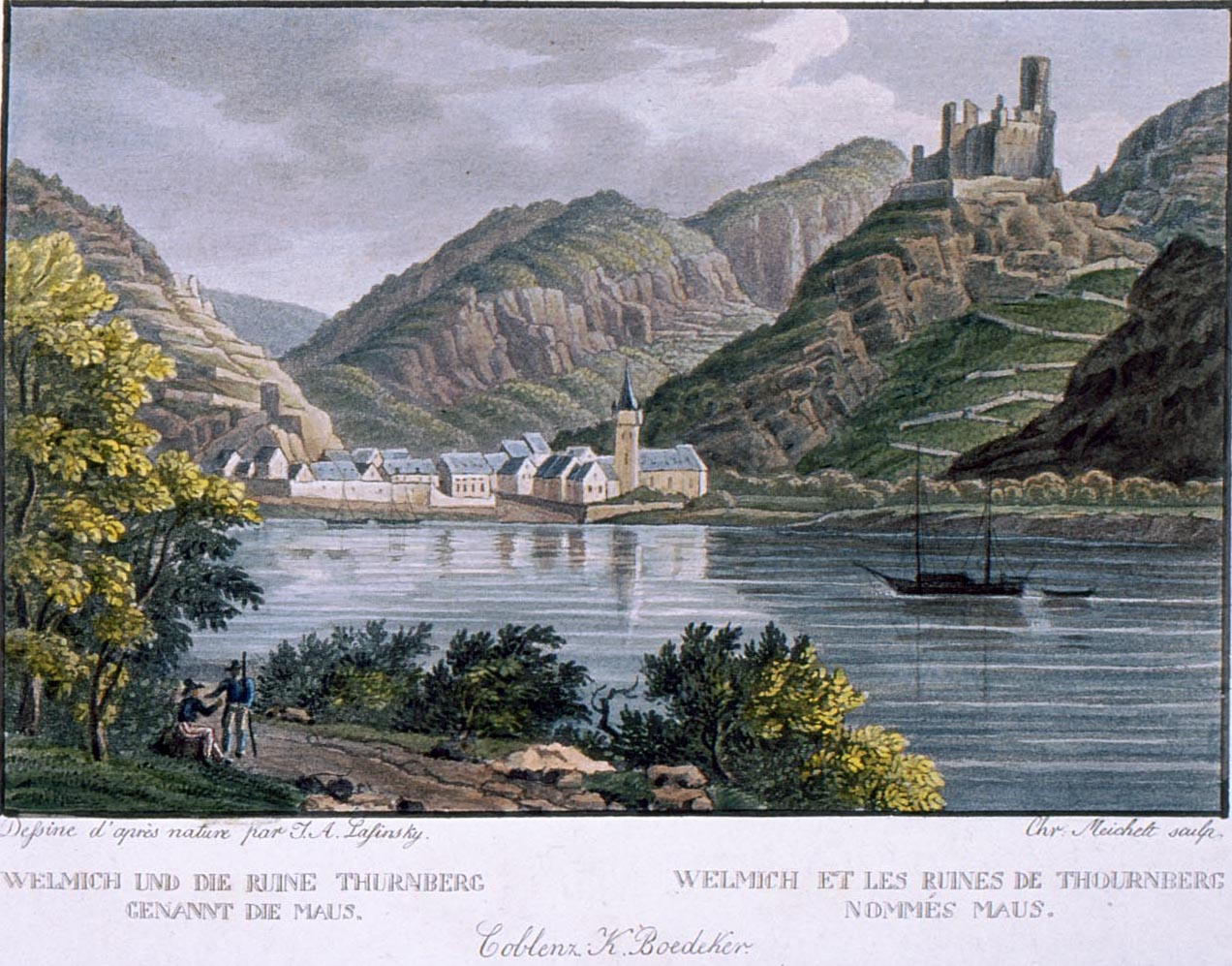
Wellmich mit Burg Maus
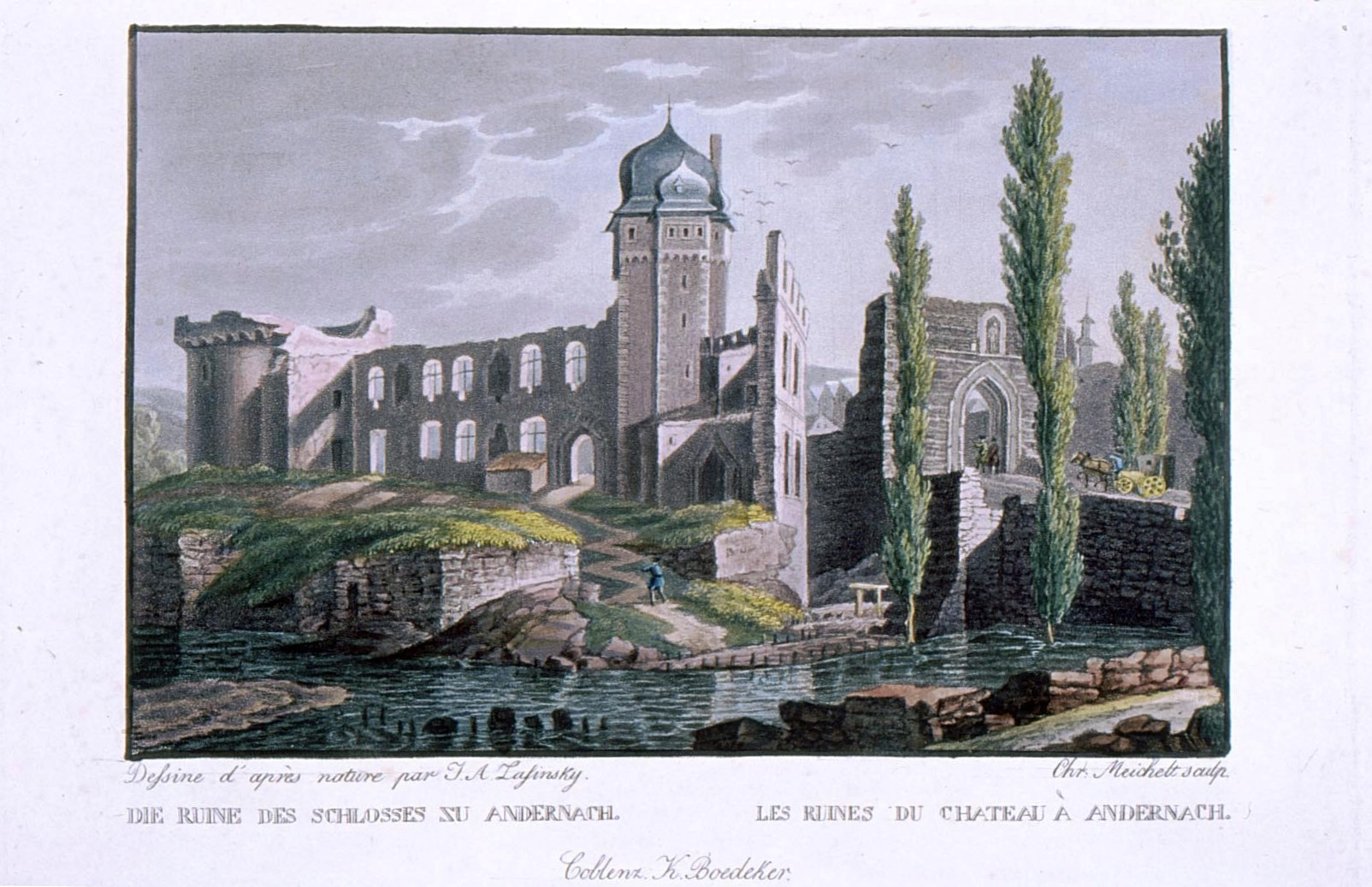
Ruine Schloss Andernach
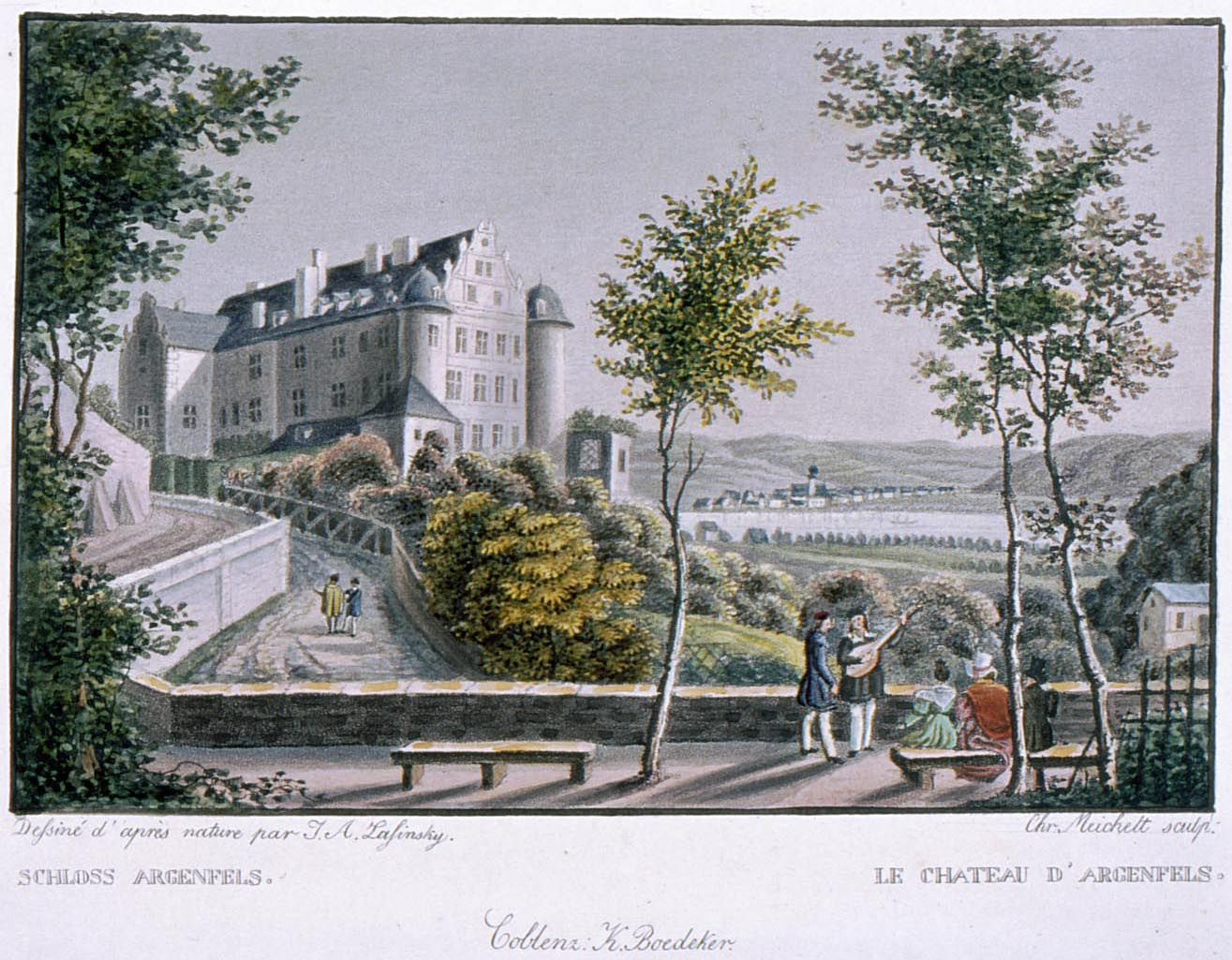
Schloss Ar(g)enfels, Bad Hönningen
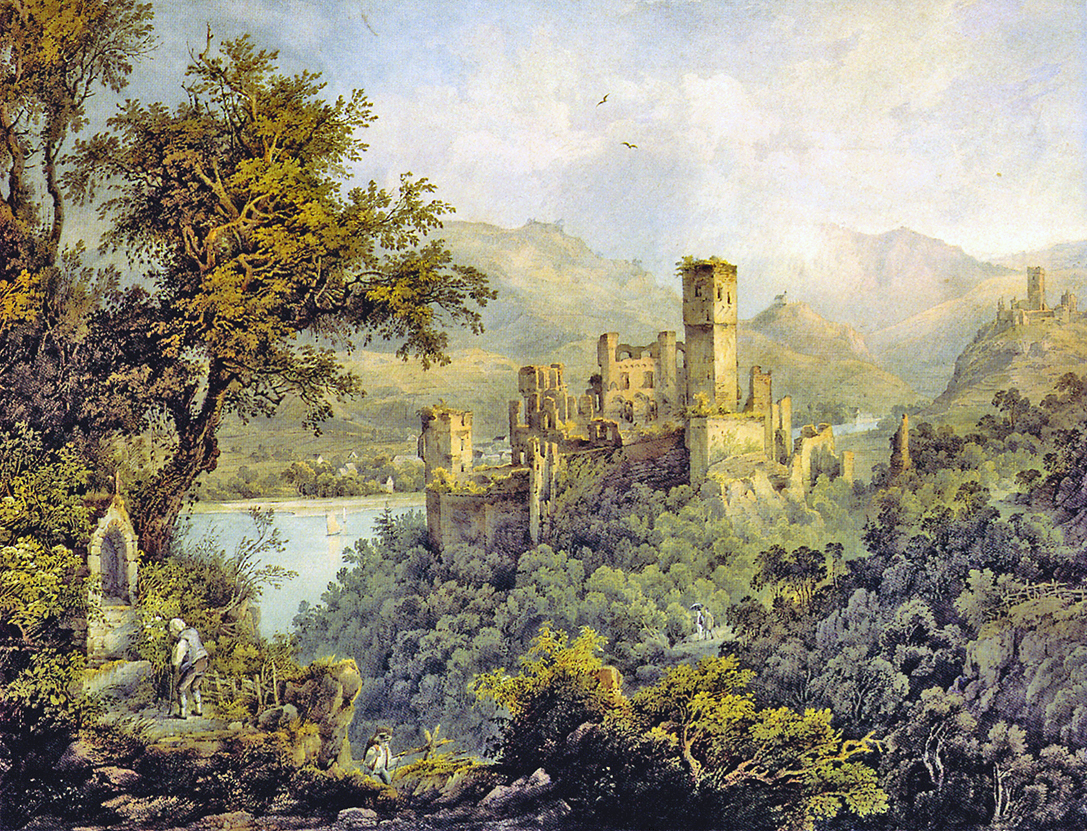
Burg Stolzenfels 1836 kurz vor dem Umbau zum Schloss
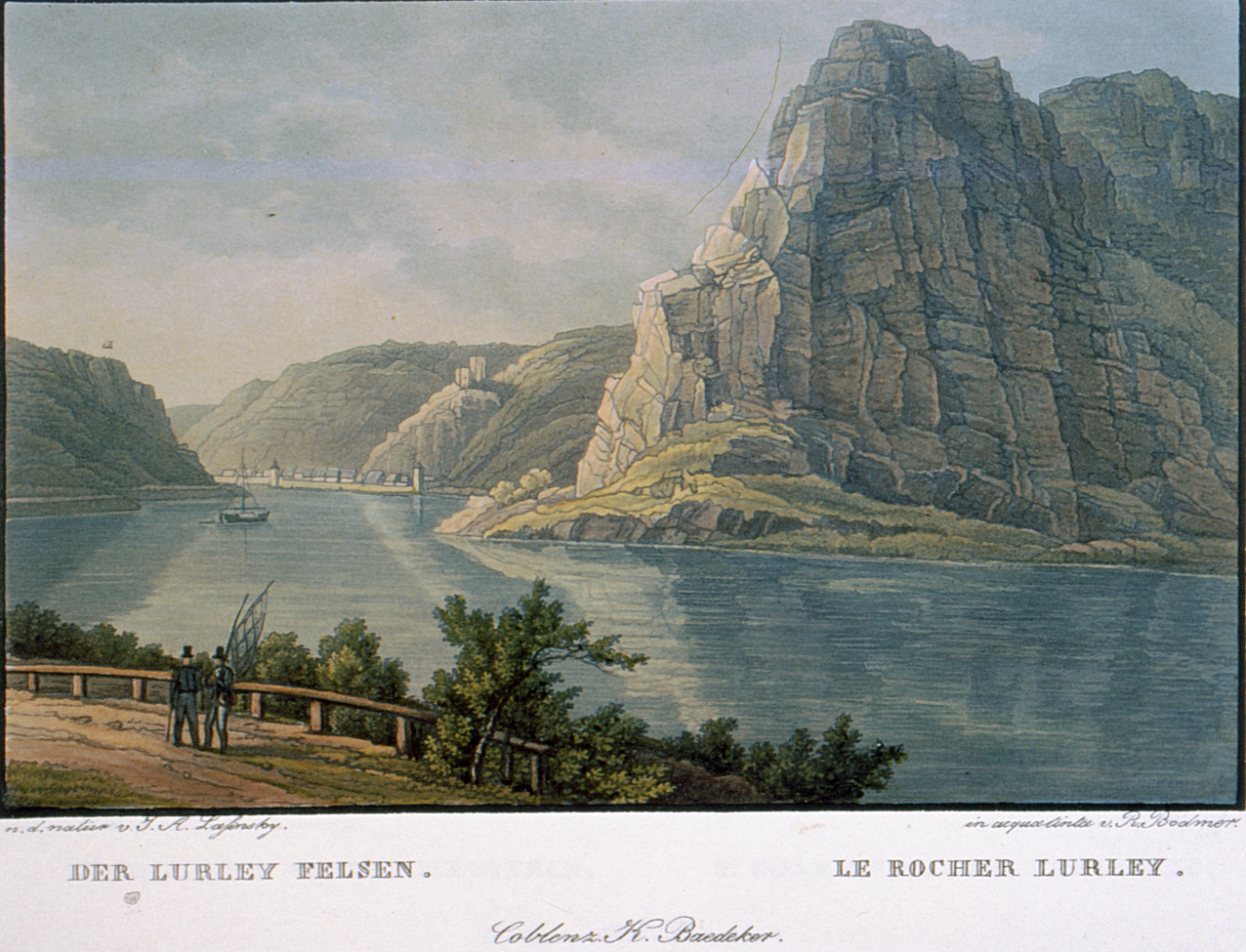
Die Loreley

- Die Bilder 4 bis 7 sind altkolorierte Stiche von Christian Meichelt nach Vorlagen von Johann Adolf Lasinsky.